# دومینگو ماراکانا
دومینگو ماراکانا (انگلیسی: Domingos Maracanã؛ زادهٔ ۷ مارس ۱۹۶۱) بازیکن والیبال اهل برزیل است.